# Орден белог лава
Орден белог лава (чеш. Řád Bílého lva) је највише одликовање Чешке Републике, која је наставила континуитет истоименог одликовања Чехословачке Републике установљен 1922. као орден за стране држављане (Чехословачка није имала одликовање за своје грађане између 1920. и 1930). Установљен је по узору на орден Племенит крст основан 1814. од стране цара и краља Франца I, који је доделио 37 ордена бохемским племићима.

## Историјат
Орден је основан 7. децембра 1922. године од стране председника Томаша Гарига Масарика. Намењен је иностраним држављанима за изузетне заслуге за Чехословачку, или за унаређивање сарадње са њом у широком спектру области. Статути су мењани и допуњавани у више наврата (1922, 1924, 1930, 1936, 1961...). Додељиван је у групи за војне и за грађанске заслуге. Назив је добио по древном хералдичком знамењу Чешке – сребрном (белом) лаву. У хијерархији чехословачких ордена заузима је 1. место.  Током Другог светског рата додељиван је појединцима који су помогли ослобођење Чехословачке од нацистичке окупације. Након капитулације Немачке у мају 1945, велики број страних држављана из савезничких армија, посебно официри, су одликовани Орденом белог лава. Орден је укинут након распада Чехословачке. Године 1994. је поново установљен као највеће одликовање у Чешкој, за разлику од прошлости, сада га додељује председник Чешке Републике страним држављанима и чешким грађанима за велике заслуге Чешкој Републици.

## Опис ордена
Орденски знак: петокрака звезда од позлаћеног сребра; краци се шире од центра ка крајевима, и завршавају се сваки са три зупца, на врху сваког са по једном позлаћеном гранулом. У аверсу звезда је емајлирана црвено, а у центру је крунисани пропети сребрни лав са грбом Словачке на грудима; између кракова звезде види се по један позлаћени лист липе, петељком ка центру. У надвишењу је позлаћени венац од липе преко кога су два укрштена мача. У реверсу краци звезде су емајлирани црвено, али се на сваком краку налази по један хуситски штит са емајлираним хералдичким знамењем једне од земаља у саставу Чехословачке: Чешка – Моравска – Шлезија – Словачка и Поткарпатска Русија. У центру реверса је позлаћени кружни медаљон са златним иницијалом ČSR (Чехословачка Република), окружен златним прстеном са плавим натписом PRAVDA VITĔZI (Истина побеђује).

## Степени
Орден је био организован у пет степени, с тим што се у највишем степену од 1924. могао доделити на ланцу или на ленти: 1. степен Велики крст (Velkokříž); 2. степен Велики официр (Velkodůstojník); 3. степен Командир (Komandér), 4. степен Официр (Důstojník) и 5. степен Витез (Rytiř). Ордену је афилирана медаља у три степена. После 1961. промењени су неки детаљи описа инсигнија, а број степени редукован на три. Последња ревизија статута извршена је 1990. године и број степени поново враћен на пет.
- I степен са лентом - резервисан за шефове држава, уведен 1924.
- I степен - Велики крст - ограничена на 250 прималаца
- II степен - Велики официр - ограничена на 400 прималаца
- III степен - Командир - ограничена на 900 прималаца
- IV степен - Официр - ограничен до 1500 прималаца, крст је био мањи од крста код II и III степена.
- V степен - Витез - ограничен на 3000 прималаца, крст је сличан као код IV степена, али је сребрени.
- Златна медаља
- Сребрна медаља

## Траке
| Орден белог лава - траке | Орден белог лава - траке | Орден белог лава - траке | Орден белог лава - траке  | Орден белог лава - траке |
|                          | ЧССР (1961 – 1990)       | ЧСФР (1990 – 1992)       | Чешка Република (од 1994) |                          |
| ------------------------ | ------------------------ | ------------------------ | ------------------------- | ------------------------ |
| I степен                 |                          |                          |                           |                          |
| II степен                |                          |                          |                           |                          |
| III степен               |                          |                          |                           |                          |
| IV степен                | без тракице              |                          |                           |                          |
| V степен                 | без тракице              |                          |                           |                          |

## Познати носиоци
- Драгољуб Михаиловић
- Арсо Јовановић
- Иво Андрић
- Петар Арачић
- Игнац Бајлони
- Лујо Бакотић
- Константин Поповић
- Живојин Балугџић
- Јован Цвијић
- Пеко Дапчевић
- Милован Ђилас
- Константин Фотић
- Двајт Д. Ајзенхауер
- Џорџ Смит Патон
- Лех Качињски
- Никола Тесла (I степена, 1936)
- Александар Вучић (I степена, 2021)